# Hypsiboas
Hypsiboas és un gènere de granotes de la família dels hílids.

## Taxonomia
- Hypsiboas albomarginatus (Spix, 1824).
- Hypsiboas alboniger (Nieden, 1923).
- Hypsiboas albopunctatus (Spix, 1824).
- Hypsiboas alemani (Rivero, 1964).
- Hypsiboas andinus (Müller, 1926).
- Hypsiboas atlanticus (Caramaschi i Velosa, 1996).
- Hypsiboas balzani (Boulenger, 1898).
- Hypsiboas beckeri (Caramaschi i Cruz, 2004).
- Hypsiboas benitezi (Rivero, 1961).
- Hypsiboas bischoffi (Boulenger, 1887).
- Hypsiboas boans (Linnaeus, 1758).
- Hypsiboas buriti (Caramaschi i Cruz, 1999).
- Hypsiboas caingua (Carrizo, 1991).
- Hypsiboas calcaratus (Troschel, 1848).
- Hypsiboas callipleura (Boulenger, 1902).
- Hypsiboas cipoensis (B. Lutz, 1968).
- Hypsiboas cordobae (Barrio, 1965).
- Hypsiboas crepitans (Wied-Neuwied, 1824).
- Hypsiboas cymbalum (Bokermann, 1963).
- Hypsiboas dentei (Bokermann, 1967).
- Hypsiboas ericae (Caramaschi i Cruz, 2000).
- Hypsiboas exastis (Caramaschi i Rodrigues, 2003).
- Hypsiboas faber (Wied-Neuwied, 1821).
- Hypsiboas fasciatus (Günther, 1858).
- Hypsiboas freicanecae (Carnaval i Peixoto, 2004).
- Hypsiboas fuentei (Goin i Goin, 1968).
- Hypsiboas geographicus (Spix, 1824).
- Hypsiboas goianus (B. Lutz, 1968).
- Hypsiboas granosus (Boulenger, 1882).
- Hypsiboas guentheri (Boulenger, 1886).
- Hypsiboas heilprini (Noble, 1923).
- Hypsiboas hobbsi (Cochran i Goin, 1970).
- Hypsiboas hutchinsi (Pyburn i Hall, 1984).
- Hypsiboas jimenezi (Senaris & Ayarzaguena, 2006).
- Hypsiboas joaquini (B. Lutz, 1968).
- Hypsiboas lanciformis (Cope, 1871).
- Hypsiboas latistriatus (Caramaschi i Cruz, 2004).
- Hypsiboas lemai (Rivero, 1971).
- Hypsiboas leptolineatus (P. Braun i C. Braun, 1977).
- Hypsiboas leucocheilus (Caramaschi i Niemeyer, 2003).
- Hypsiboas lundii (Burmeister, 1856).
- Hypsiboas marginatus (Boulenger, 1887).
- Hypsiboas marianitae (Carrizo, 1992).
- Hypsiboas melanopleura (Boulenger, 1912).
- Hypsiboas microderma (Pyburn, 1977).
- Hypsiboas multifasciatus (Günther, 1859).
- Hypsiboas nympha (Faivovich, Moravec, Cisneros-Heredia, i Köhler, 2006).
- Hypsiboas ornatissimus (Noble, 1923).
- Hypsiboas palaestes (Duellman, De la Riva, i Wild, 1997).
- Hypsiboas pardalis (Spix, 1824).
- Hypsiboas pellucens (Werner, 1901).
- Hypsiboas phaeopleura (Caramaschi i Cruz, 2000).
- Hypsiboas picturatus (Boulenger, 1882).
- Hypsiboas polytaenius (Cope, 1870).
- Hypsiboas pombali (Caramaschi, Silva, i Feio, 2004).
- Hypsiboas prasinus (Burmeister, 1856).
- Hypsiboas pugnax (O. Schmidt, 1857).
- Hypsiboas pulchellus (Duméril i Bibron, 1841).
- Hypsiboas pulidoi (Rivero, 1968).
- Hypsiboas punctatus (Schneider, 1799).
- Hypsiboas raniceps (Cope, 1862).
- Hypsiboas rhythmicus (Señaris i Ayarzagüena, 2002).
- Hypsiboas riojanus (Koslowsky, 1895).
- Hypsiboas roraima (Duellman i Hoogmoed, 1992).
- Hypsiboas rosenbergi (Boulenger, 1898).
- Hypsiboas rubracylus (Cochran i Goin, 1970).
- Hypsiboas rufitelus (Fouquette, 1958).
- Hypsiboas secedens (B. Lutz, 1963).
- Hypsiboas semiguttatus (A. Lutz, 1925).
- Hypsiboas semilineatus (Spix, 1824).
- Hypsiboas sibleszi (Rivero, 1971).
- Hypsiboas stenocephalus (Caramaschi i Cruz, 1999).
- Hypsiboas varelae (Carrizo, 1992).
- Hypsiboas wavrini (Parker, 1936).